# 東祖谷落合
東祖谷落合（ひがしいやおちあい）は、徳島県三好市の町名。郵便番号は778-0202。国の重要伝統的建造物群保存地区に選定。

## 地理
三好市の東部に位置する山間部で、東を美馬郡つるぎ町・東祖谷菅生、北を三好郡東みよし町、南を東祖谷久保、西を東祖谷奥ノ井・西祖谷山村小祖谷にそれぞれ接する。
近年では「天空の村」と称され、地域一帯が国の重要伝統的建造物群保存地区に選定されている。

### 河川
- 祖谷川
- 落合谷川

### 小字
- 落合西
- 落合東
- 落合南
- 深渕

## 歴史
- 2006年（平成18年）3月1日 - 三好郡東祖谷山村が池田町・三野町・山城町・井川町・西祖谷山村と合併して三好市が発足し、現在の町名となる。

## 人口と世帯数
2021年（令和3年）2月28日現在の世帯数と人口は以下の通りである。
| 町丁       | 世帯数 | 人口  |
| ---------- | ------ | ----- |
| 東祖谷落合 | 74世帯 | 132人 |

## 小・中学校の学区
市立小・中学校に通う場合、学区は以下の通りとなる。
| 番地 | 小学校               | 中学校               |
| ---- | -------------------- | -------------------- |
| 全域 | 三好市立東祖谷小学校 | 三好市立東祖谷中学校 |

## 施設
- 三所神社

## 交通

### 道路
国道
- 国道439号

都道府県道
- 徳島県道44号三加茂東祖谷山線